# هوانغ إن سون
هوانغ إن سون (بالكورية: 황인선)‏ هي مغنية وشخصية تلفزيونية كورية جنوبية، ولدت يوم 31 يناير 1987 في سول في كوريا الجنوبية.

## روابط خارجية
- Hwang In-sun على موقع ميوزك برينز (الإنجليزية)
- Hwang In-sun على موقع ديسكوغز (الإنجليزية)